# Dickpic

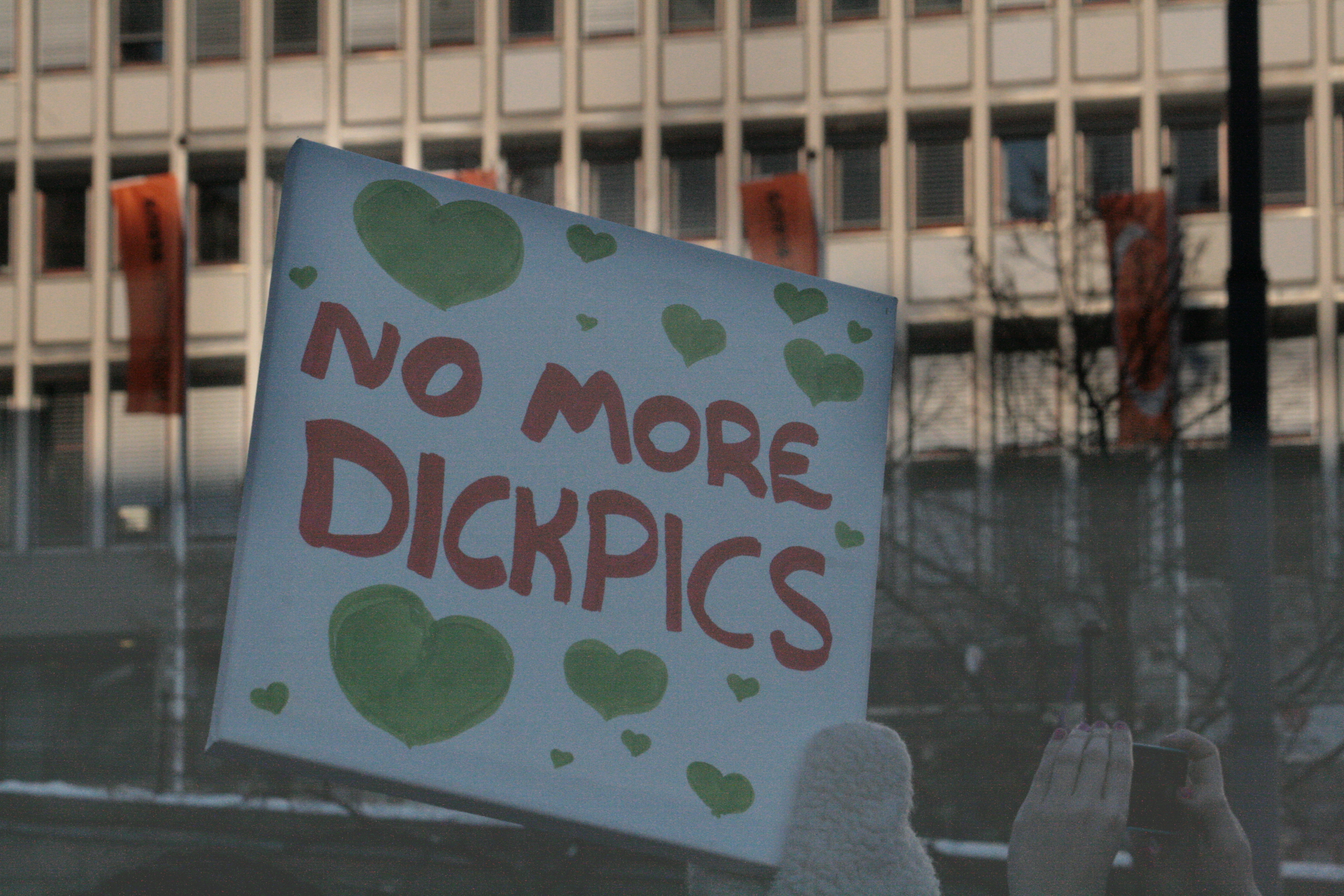
„Žádné další dickpicy!“ Transparent z feministické demonstrace v Oslu roku 2018

Dickpic či dick pic je hovorový zkrácený anglicismus pro fotografii penisu (obvykle v erekci). Nejčastěji je zasílán soukromě přes internet, avšak není to podmínkou a výraz je aplikován i na zveřejněné fotografie. Zasílání dickpiců bez souhlasu příjemce je bráno jako trestný čin[kde?] a je označováno anglickým pojmem cyberflashing.

## Pozadí
Zasílání obnažených či vyzývavých fotografií se svolením příjemce může být součástí sextingu. Často se však tento jev děje nedobrovolně, bez souhlasu příjemce. Studie z Journal of Sex Research uvádí, že jde o demonstraci maskulinity vyplývající z narcismu. Záměrným překračováním hranic má být vyjádřena odvaha a dominance, přestože odesílatel si je vědom negativních následků svého činu.

## Analýza
V britské studii z roku 2018 bylo na problematiku dickpiců dotázáno 2 121 žen a 1 738 mužů. 46 % dotazovaných žen uvedlo, že již dostaly dickpic, zatímco pouze 22 % mužů přiznalo, že dickpic odeslalo. Z žen, které takový obrázek obdržely, 89 % uvedlo, že to bylo bez předchozího souhlasu. Pouze 5 % mužů připustilo, že takový obrázek poslali, aniž by o to byli požádáni.
Podle analýzy z roku 2019 ve Spojených státech amerických 27 % mladých dospělých mužů poslalo nějakou nevyžádanou fotografii. Nejčastější uváděné důvody byly, že:
- obdrží fotografii na oplátku (44 %);
- najdou partnera (33 %), doufají, že s nimi příjemce bude flirtovat;
- najdou v tomto exhibicionistickém aktu osobní sexuální vzrušení (27 %);
- pocítí pocit síly a kontroly (9 %);
- naleznou potěšení z urážek, které budou pravděpodobně následovat (8 %);
- očekávají řešení nevyřešených konfliktů z jejich dětství (6 %);
- urazí nebo uvedou do rozpaků příjemce (6 %).

Pouze 27 % pravidelných odesilatelů dickpiců uvedlo, že dávají přednost pozitivní reakci před negativní odpovědí.

### Sociální sítě
Nejčastěji užívanými sociálními sítěmi pro sdílení a zasílání dickpiců jsou Snapchat, Instagram, Twitter a Tinder.[zdroj?]

## Legislativa
Na nevyžádané zasílání fotografií penisu reaguje trestní zákoník České republiky, konkrétně zákon č. 40/2009 sb., § 354.[zdroj?]

## Odraz v kultuře
Madeleine Holden z Nového Zélandu vytvořila web, kde hodnotí a posuzuje „fotografickou kvalitu“ dickpiců, které dostává.
Roku 2019 byl v České republice uveden film V síti režiséra Víta Klusáka, který poukazoval na sexuální obtěžování dětí na internetu včetně zasílání dickpiců.
Tématem se zabývali němečtí režiséři Joko Winterscheidt a Klaas Heufer-Umlauf v patnáctiminutovém filmu Pánské světy z roku 2020. Zde moderátorka Palina Rojinski ukázala galerii fotografií, které byly nežádoucím způsobem zaslány jejím přátelům přes internet.
Do francouzské seznamovací aplikace Once byl implementován algoritmus založený na umělé inteligenci, který detekuje fotografie penisů a mění je na obrázky koťat.